# 岩垣守彦
岩垣 守彦（いわがき もりひこ、1935年 - ）は、日本の英語学者。

## 人物
東京生まれ。立教大学大学院英米文学博士課程満期退学、玉川大学教養部助教授、教授、2005年定年退任。

## 著書

### 単著
- 『英語の言語感覚 ルイちゃんの英文法』玉川大学出版部　1993 ISBN 4472103516
- 『日本人に共通する和文英訳のミス』ジャパンタイムズ　1993 ISBN 4789006972
- 『よい英文を書くための和文英訳のテクニック』ジャパンタイムズ　1994 ISBN 4789007596
- 『辞書ではわからない英語の使い方』ジャパンタイムズ　1996 ISBN 4789008355

### 共著
- 『アメリカ人語 微妙な、ほんとに微妙な英語感覚』1-3 ジャン・マケーレブ共著　読売新聞社　1984-90 ISBN 4643737603
- 『英語の行間を読む ニュアンスの読解術』ジョン・ベスター共著　ジャパンタイムズ　1992 ISBN 4789006301
- 『英和イディオム完全対訳辞典』ジャン・マケーレブ共編著　朝日出版社　2003 ISBN 4255000018

### 翻訳
- E.デ・ボノ編著『世界の思想家 人類の歴史を変えた30人』共訳　玉川大学出版部　1982 ISBN 4472074214
- S.E.フロスト・ジュニア『哲学の森 ものの考え方の基礎』玉川大学出版部　1992 ISBN 4472102315